# Aplodinotus grunniens
La corvina de agua dulce (Aplodinotus grunniens) es un pez de agua dulce de la familia Sciaenidae.

## Particularidades
La corvina de agua dulce es un pez de costumbres nocturnas, muy común a la zona de los Grandes Lagos y a la cuenca del Misisipi - Misuri. Se encuentra a los lagos del Canadá hasta latitudes muy elevadas. 
Es una especie carnívora.